# Monica Weber
Monica Weber, cunoscută și ca Monika Weber-Koszto, (n. 7 februarie 1966, Satu Mare) este o scrimeră specializată pe floretă, laureată cu argint la Los Angeles 1984 pentru România, apoi cu argint la Barcelona 1992 iar cu bronz la Atlanta 1996 și la Sydney 2000 pentru Germania.

## Carieră
S-a apucat de scrima la orașul natal. A fost pregătită în special de antrenorul Ștefan Haukler. În 1981 a obținut medalia de argint la Campionatul Mondial pentru juniori de la Lausanne. Doi ani mai târziu a cucerit medalia de argint pe echipe la Universiada din 1983 de la Edmonton și la Cupă a Campionilor Europeni. A luat parte la proba pe echipe Jocurile Olimpice din 1984 de la Los Angeles. România a trecut succesiv de Statele Unite și de Franța, dar nu s-a putut impune în finală cu Germania de Vest și s-a mulțumit cu argintul.
În 1986 s-a stabilit în Germania. S-a pregătit la Olympischer Fechtclub Bonn și a continuat să participe la marile competiții. Sub steagul Germaniei a cucerit medalia de argint pe echipe Barcelona 1992 și două medalii de bronz, tot pe echipe, la Atlanta 1996 și la Sydney 2000. A fost campioană mondială pe echipe în 1993 și laureată cu bronz la individual în 1997. Pentru realizările sale a fost numită maestru emerit al sportului în anul 1996.
A fost căsătorită cu floretistul olimpic Ulrich Schreck.

## Legături externe
- en Monica Weber la Olympedia.org